# Famille Bignon
La famille Bignon est une famille de la noblesse de robe parisienne originaire de Saint-Denis-d'Anjou.
Sa filiation est suivie depuis la naissance de Roland Bignon, le 1er mars 1559 et s'est éteinte le 8 juin 1866 à la mort de Jérôme Bignon.
Elle fut maintenue dans sa noblesse en 1714.

## Histoire
La famille Bignon a occupé un rang particulièrement brillant dans la noblesse de robe parisienne. On compte dans ses rangs un précepteur du dauphin (Jérôme Bignon, 1589-1656), un grand maître de la bibliothèque royale (Jérôme II Bignon, 1627-1697), qui épousa Suzanne Phélypeaux de Pontchartrain, sœur du chancelier, deux membres de l'Académie française dont un président honoraire de l'Académie des inscriptions et belles-lettres (Jean-Paul Bignon, 1662-1743), prêtre de l'oratoire, abbé de Saint-Quentin-en-l'Isle et doyen de Saint-Germain-l'Auxerrois, un intendant des finances de la généralité de Paris (Armand-Roland Bignon, 1666-1724).
La famille Bignon s'est alliée à de grandes familles de France : Phélypeaux de Pontchartrain, Hébert du Buc, Hue de Vermanoir et de Miromesnil.

## Filiation simplifiée
- Roland (1559-1628)
  - Jérôme (1589-1656)
    - Jérôme II (1627-1697)
      - Jérôme (1658-1725)
      - Jean-Paul (1662-1743)
      - Armand Roland (1666-1724)
        - Jérôme (1698-1743)
        - Armand Jérôme (1711-1772)
          - Jérôme Frédéric (1747-1784)
            - Armand Jérôme (1769-1847)
              - Jérôme Frédéric (1799-1877)
                - Jérôme (1835-1871)

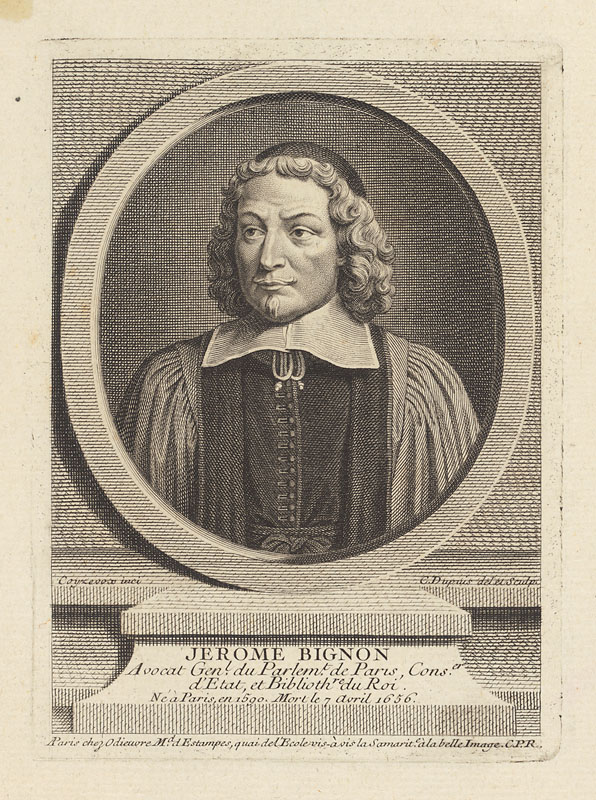
Jérôme Bignon (1589 -1656).
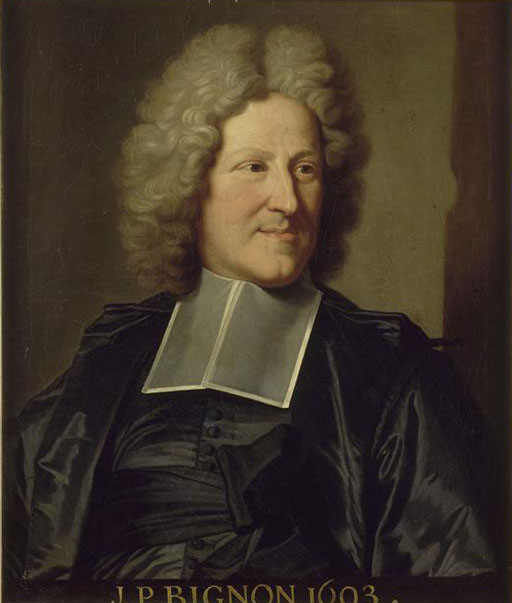
Jean-Paul Bignon (1662 - 1743) - Versailles MV 2938.
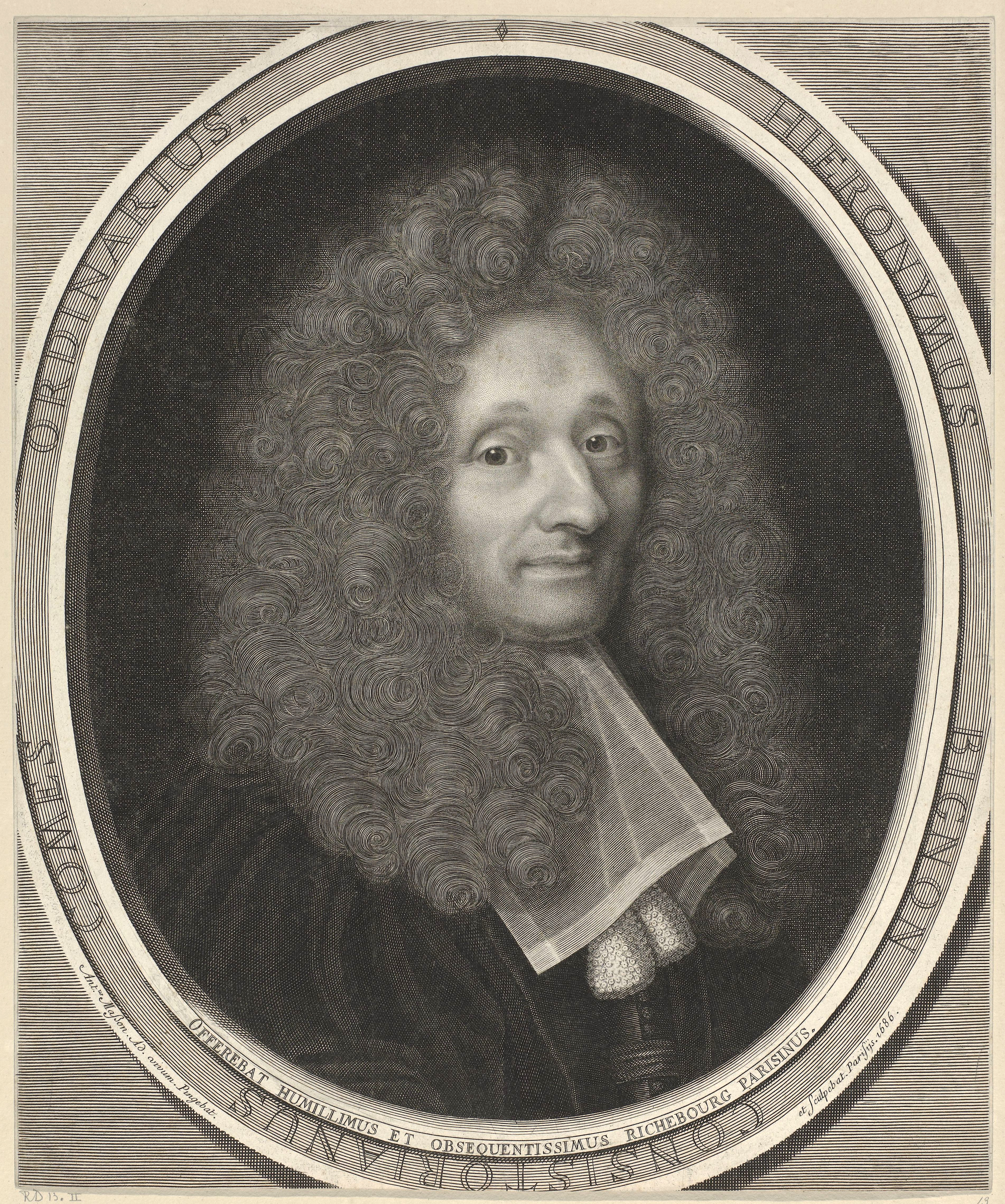
Jérôme Bignon (1627 - 1697), par Antoine Masson.
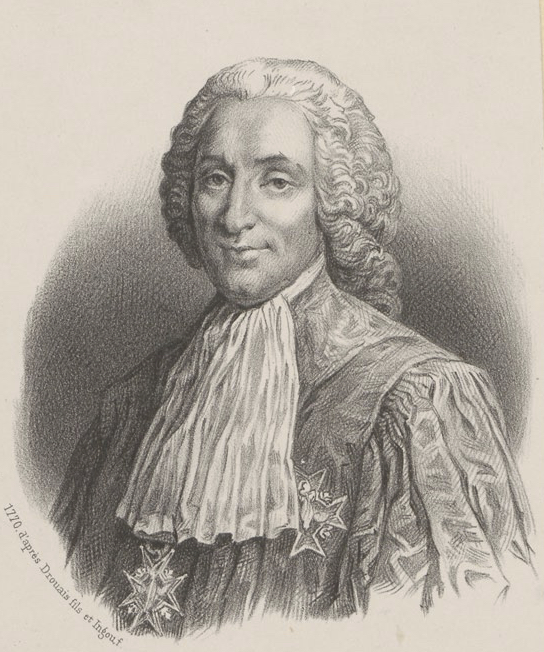
Armand-Jérôme Bignon (1711-1772).
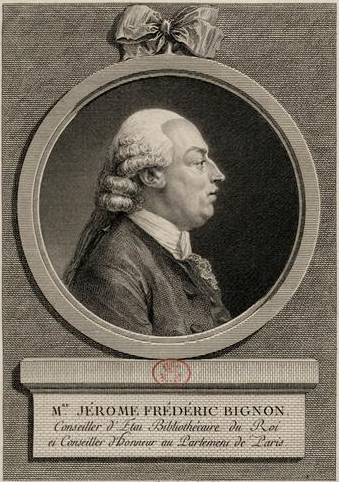
Jérôme-Frédéric Bignon (1747-1784).

## Héraldique
D'azur à la croix de calvaire d'argent, posée sur une terrasse de sinople, d'où sort un cep de vigne accolé à la croix ; le tout cantonné de quatre flammes d'argent,.
Alias le cep fruité d'or,.